# Corán rosado

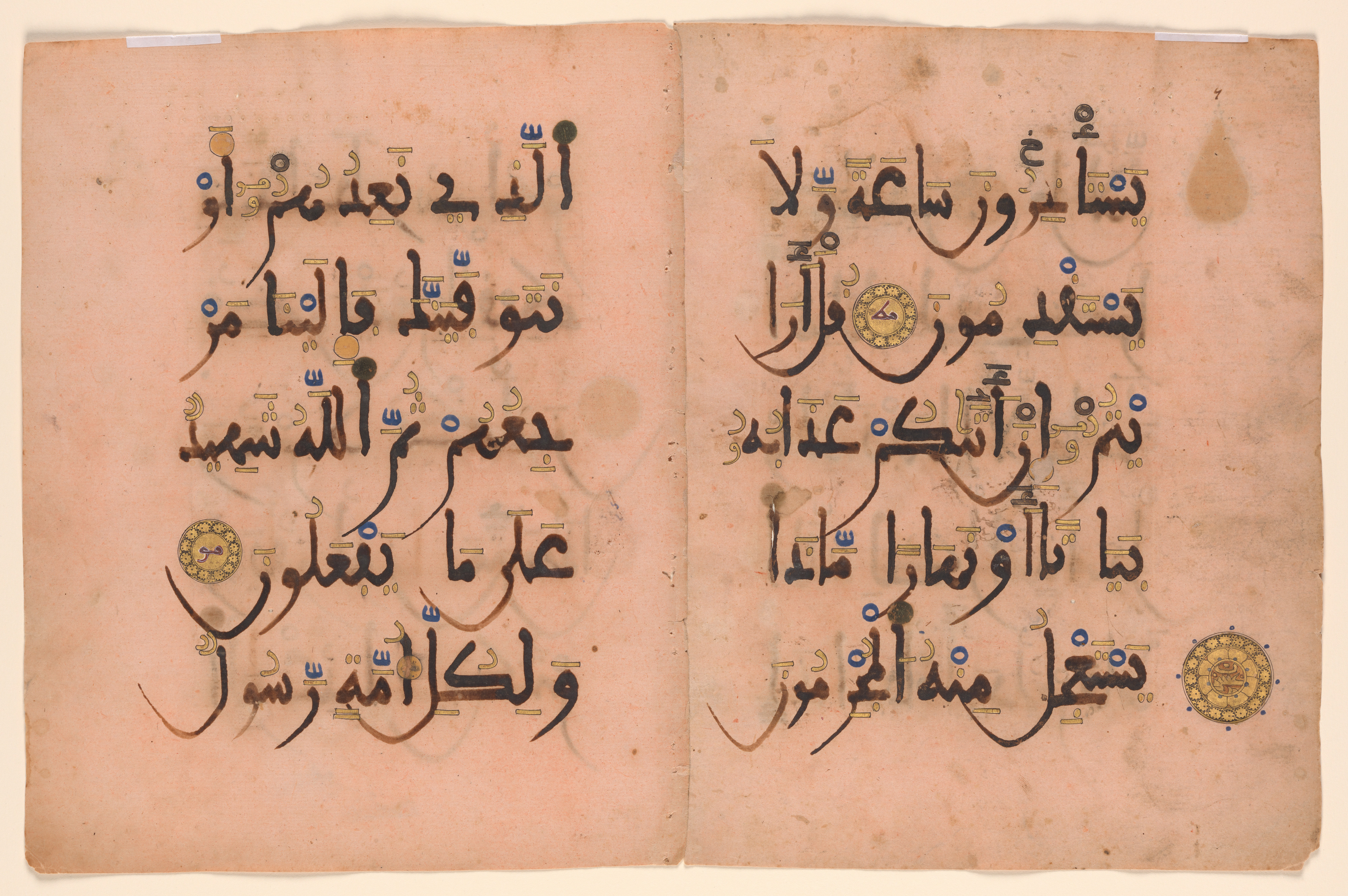
El bifolio que se conserva del Corán rosado, en el que se lee la 5ª azora

El Corán rosado fue un Corán, del cual hoy solo se conservan dos páginas, escrito en Al-Ándalus en el sigo XIII. Su importancia reside en que es uno de los pocos coranes encontrados trazados con caligrafía andalusí. 
Su nombre hace referencia al color del papel. Cada hoja contiene cinco líneas de texto con signos diacríticos en dorado, delineados en marrón, azul y verde. Además, tiene un formato rectangular a diferencia del formato cuadrangular de los coranes de la época procedentes de Granada y otros lugares de la península ibérica. Tiene unas dimensiones de aproximadamente 50×32 cm. Se cree que el papel procede de la ciudad de Játiva, al suroeste de Valencia, supuestamente la primera fábrica de papel en España.
En la actualidad, se encuentra en el Museo Metropolitano de Arte de Nueva York.